# Potomitan
O Potomitan (também: poto mitan, poto-mitan ou pòtòmitan. Crioulo haitiano: poste central, do francês: poteaux, poste, e mitan, arcaísmo para metade) é um artefato religioso elementar do culto vodu. Ocupando espaço central no perystile, ambiente sagrado onde ser processam os ritos em homenagem às divindades voduísticas, o potomitan é o mastro de madeira pelo qual, crê-se, as entidades baixariam à terra, tomando o corpo dos fiéis mediante a possessão. A estrutura é feita do tronco inteiriço de uma palmeira, sendo fixado ao chão por um pedestal de alvenaria vulgarmente conhecido por socle, estendendo-se até o teto do barracão. Casos há, no entanto, em que o potomitan é afixado em áreas abertas, podendo ser igualmente substituído por uma árvore.
O poste ritualístico é frequentemente pintado em cores brilhantes, no meio das quais se destaca a representação pictográfica de duas serpentes entrelaçadas, simbolizando as divindades Dambala Wedo e Aiyzan Wedo que, de acordo com a cosmogonia da religião haitiana, apoiariam o céu, e o impediriam de ruir sobre a terra. Em sua inteireza, no entanto, o mastro representa a entidade Ati Lebá, o mensageiro dos voduns sem cuja interseção ritual algum pode ser realizado. Homenageando-o, realizam-se sacrifícios aos pés ou sob o socle, em especial preliminarmente às cerimônias vodus propriamente ditas. No decorrer da cerimônia, ademais, realizam-se nele sacrifícios ou oblações para lwas específicos, desenhando-se, em sua proximidade, os veves, intrincados padrões geométricos que, conforme crê-se, congregariam a força sobrenatural da divindade.
A estrutura é amplamente considerada o eixo central dos hounfò, como são conhecidos os templos da fé vodu, de modo que, em se o danificando, dessacraliza-se todo o ambiente, privando-o de sua força mística. Com efeito, não raros são os casos de sacerdotes vodus que destroem os potomitans de templos rivais, como represálias por ações tidas como insultuosas.